# Városi Stadion (Wrocław)
A Wrocławi Városi Stadion (lengyelül: Stadion Miejski we Wrocławiu) egy labdarúgó-stadion Wrocławban, Lengyelországban.
A stadion a WKS Śląsk Wrocław nevű helyi csapat otthonául szolgál, illetve a 2012-es labdarúgó-Európa-bajnokság egyik helyszíne volt. Befogadóképessége 42 771 fő, mind ülőhely.
Az Ekstraklasa mezőnyében a második, míg Lengyelországban a negyedik legnagyobb stadionnak felel meg. Az építési munkálatokat 2009-ben kezdték és 2011-ben fejezték be. A stadionavatót 2011. szeptember 10-én tartották Tomasz Adamek és Vitalij Klicsko WBC nehézsúlyú világbajnoki címért folytatott ökölvívó mérkőzésével. 
Az első labdarúgó mérkőzésre 2011. október 10-én került sor. Ekkor a Śląsk Wrocław 1–0-ra legyőzte a Lechia Gdańsk együttesét. A stadionban szerzett legelső gól Johan Voskamp nevéhez fűződik.

## Története
Lengyelország 2007 áprilisában nyerte el a 2012-es labdarúgó-Európa-bajnokság társrendezési jogát. A wrocławi stadiont a pályázatban foglaltak szerint építették fel, hogy alkalmas legyen az EB megrendezésére. A munkálatok 2009-ben kezdődtek és 2011-ben fejeződtek be. A létesítményt 42 771 főre tervezték, ahol a 2012-es labdarúgó-Európa-bajnokság csoportmérkőzései közül hármat rendeztek meg.

## 2012-es Európa-bajnokság
A következő csoportmérkőzéseket rendezték meg a wrocławi városi stadionban.
| Dátum       | Időpont (CEST) | Pályaválasztó | Eredmény | Vendég        | Forduló   | Nézők  |
| ----------- | -------------- | ------------- | -------- | ------------- | --------- | ------ |
| 2012.06.08. | 20.45          | Oroszország   | 4:1      | Csehország    | A csoport | 40 803 |
| 2012.06.12. | 18.00          | Görögország   | 1:2      | Csehország    | A csoport | 41 105 |
| 2012.06.16. | 20.45          | Csehország    | 1:0      | Lengyelország | A csoport | 41 480 |

## Külső hivatkozások
- Információk a stadionok.hu honlapján Archiválva 2013. április 6-i dátummal a Wayback Machine-ben
- Az Európa-bajnokság hivatalos honlapja